# 阿知川
阿知川（あちがわ、阿智川）は、長野県南信州地域を流れる天竜川水系の一級河川。

## 地理
木曽山脈摺古木山から南流する黒川を水源とし、清内路峠に端を発する清内路川や、神坂峠に端を発する園原川などを合わせた後、阿智村昼神で恵那山に端を発する本谷川を合わせて阿知川となり、同村駒場付近から東流して飯田市最南部で天竜川に合流する。
江戸時代は恵那山や清内路山一帯から榑木や木材が盛んに切り出され、遠州（静岡県）の天竜川河口から主に江戸に向けて出荷された。
急流を利用した水力発電が行われており、阿智村に昼神発電所・駒場発電所、飯田市に三穂発電所、下條村に阿知川発電所がある。

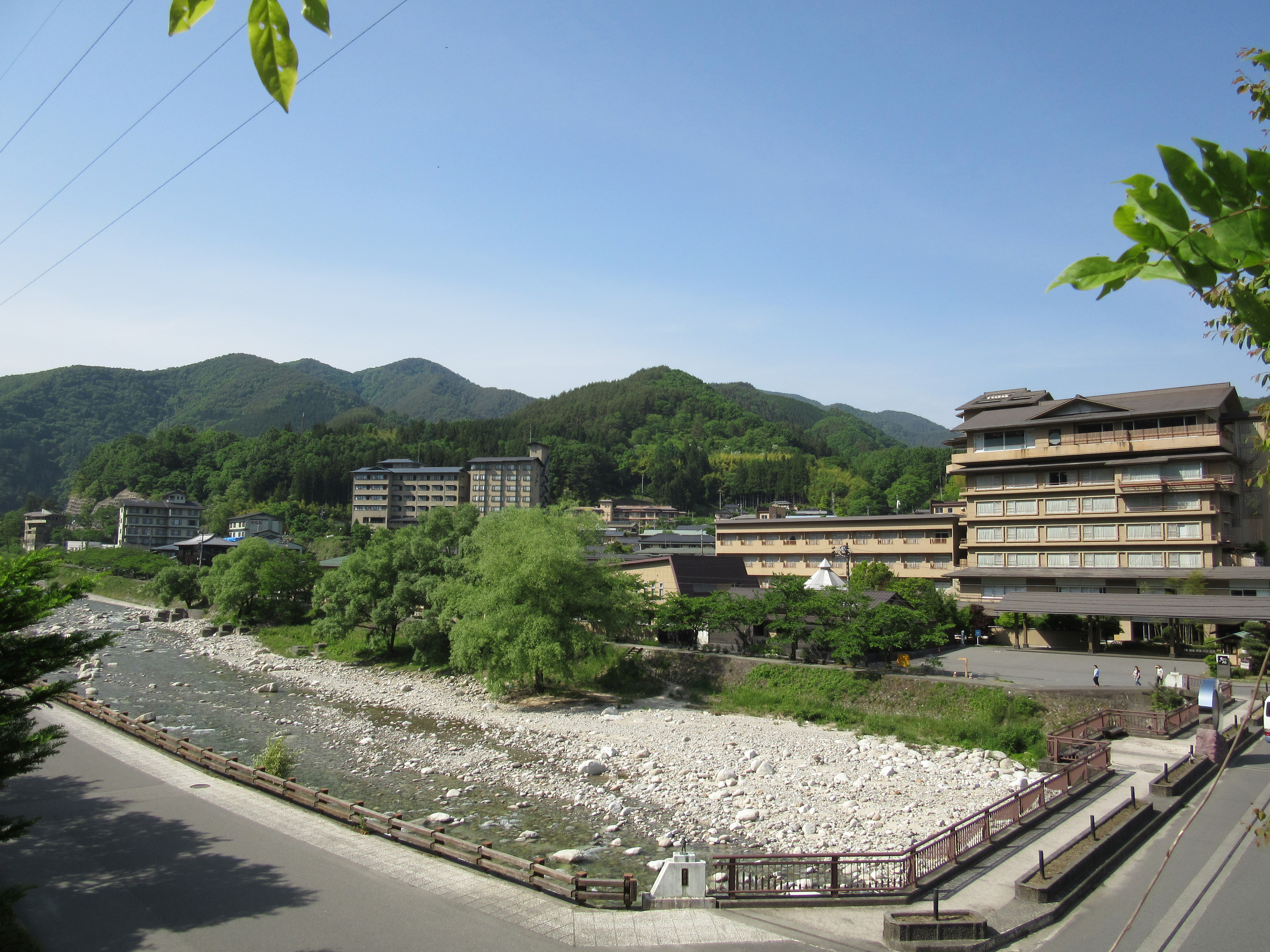
昼神温泉に架かる思出橋（右）
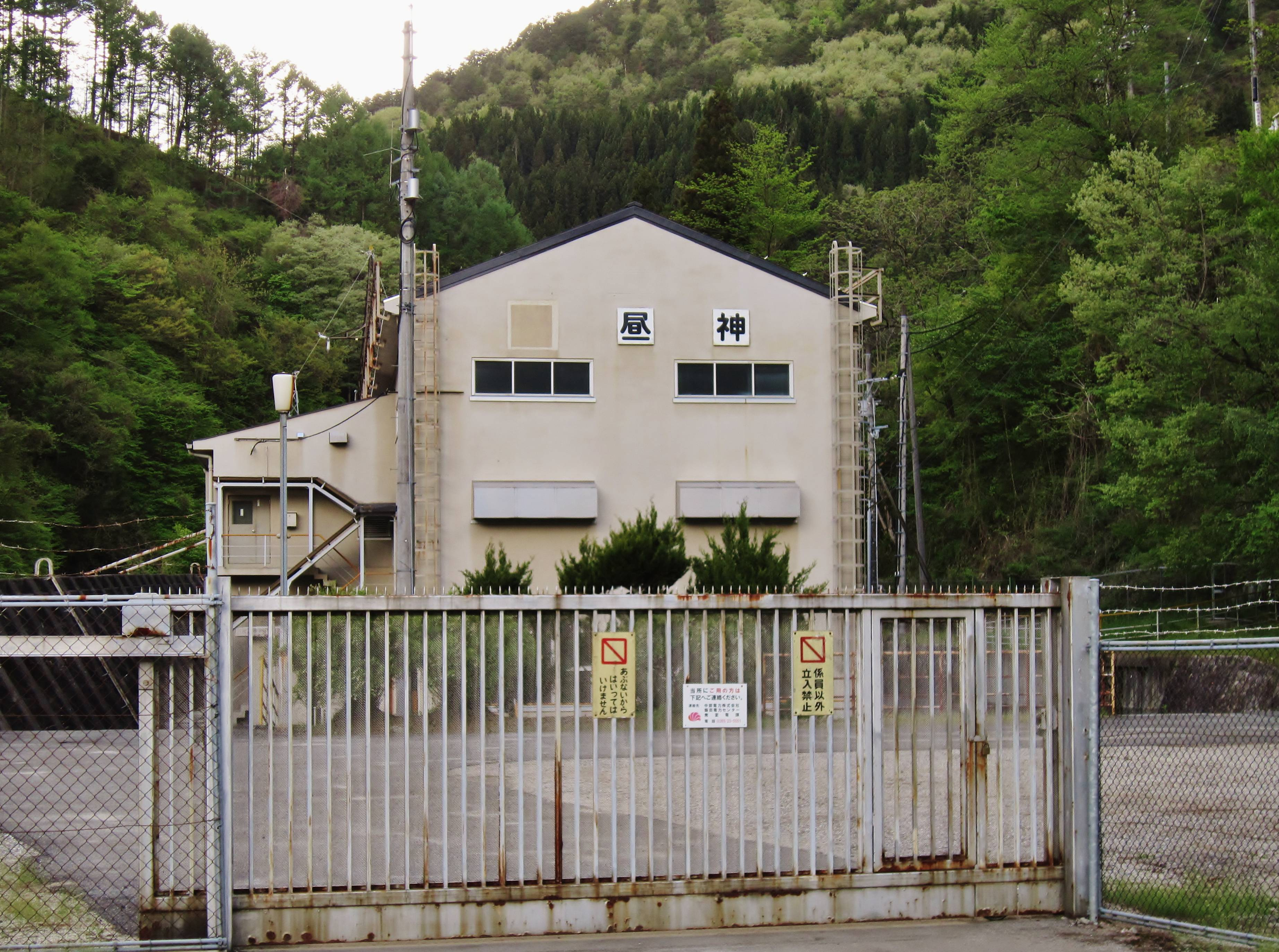
昼神発電所
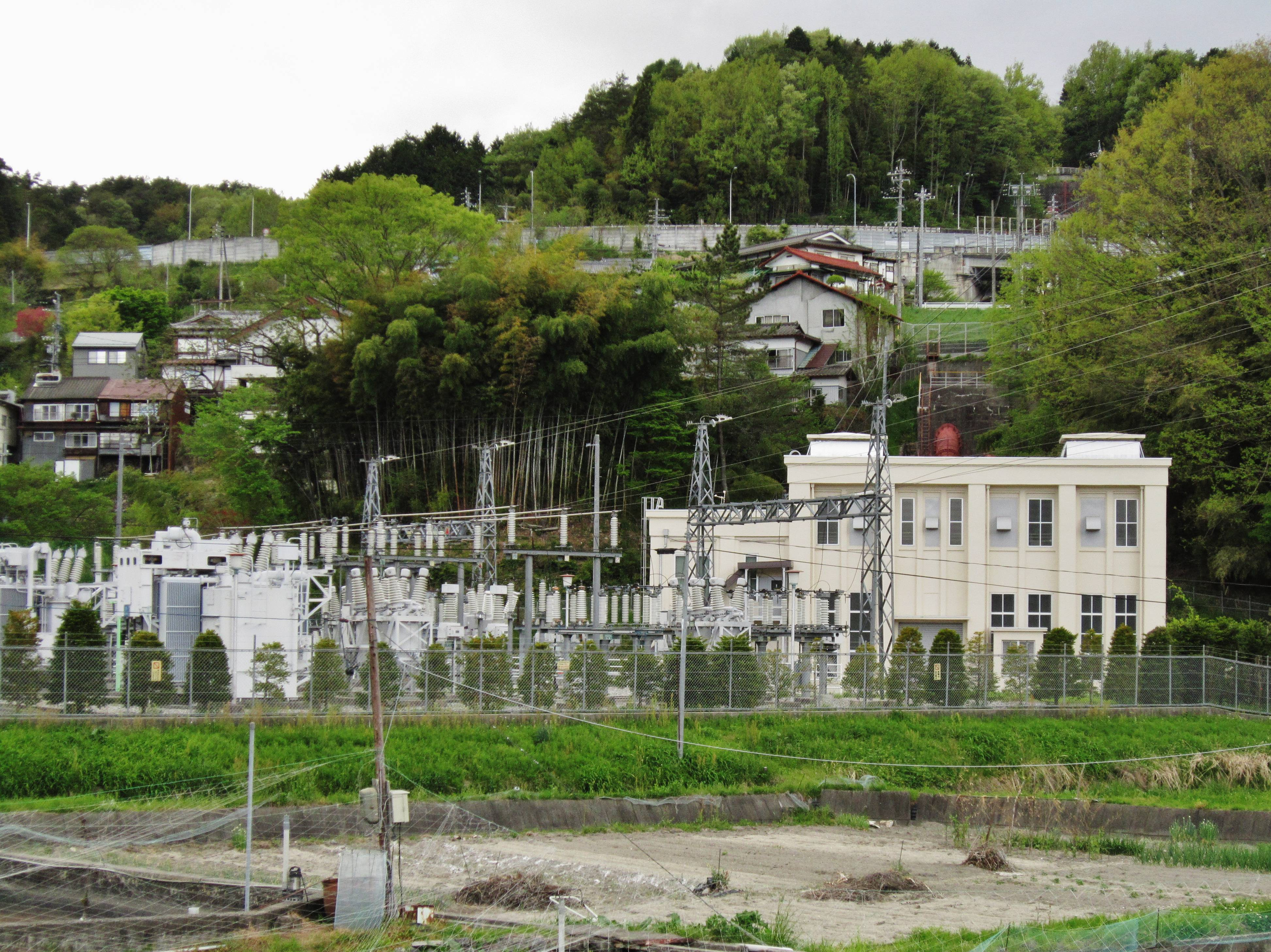
駒場発電所
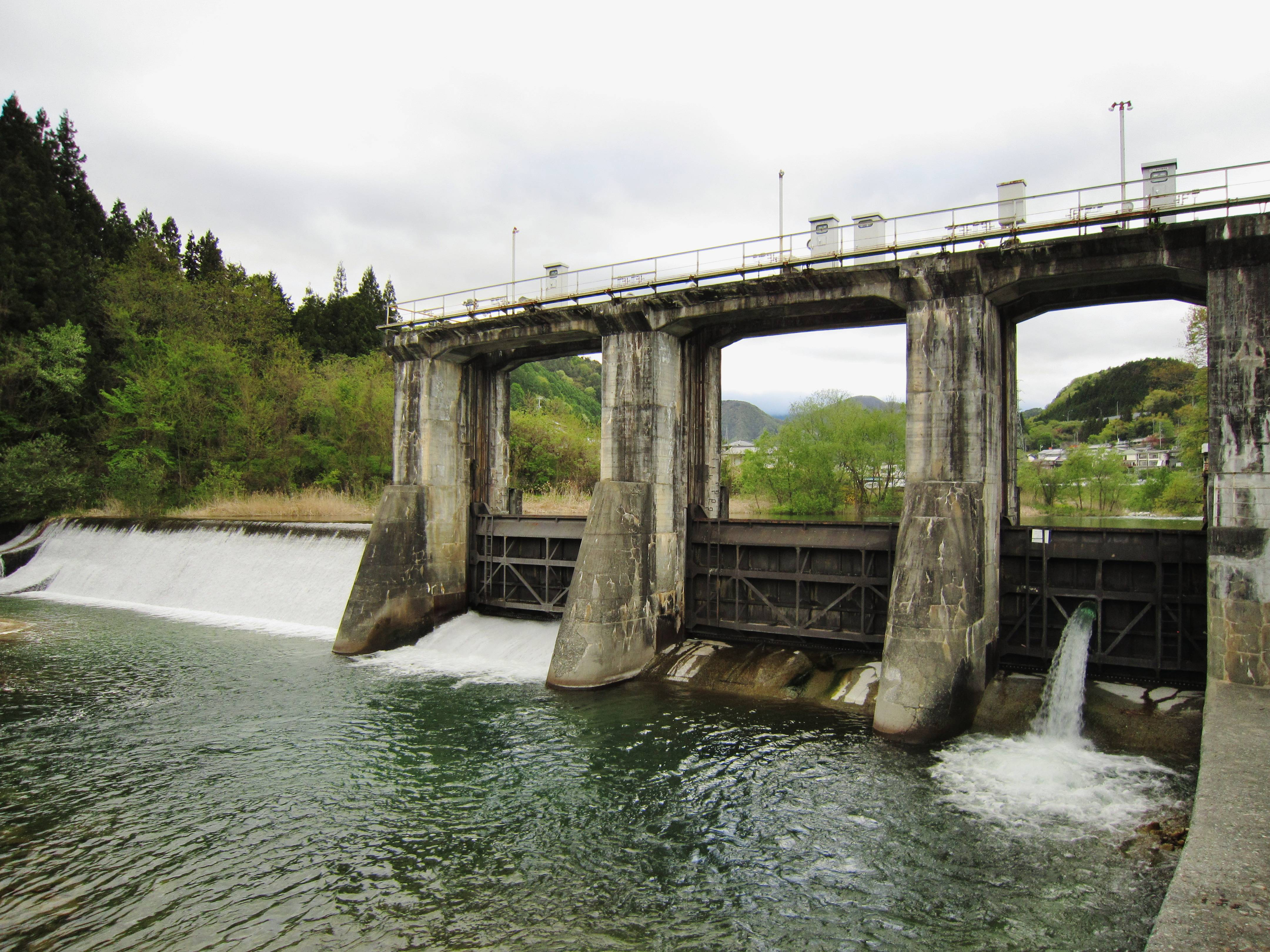
三穂発電所取水ダム